# Товстовус тонковусий
Товстовус тонковусий (Noterus clavicornis) — вид жуків родини товстовусів (Noteridae).

## Поширення
Вид поширений у Європі та Азії на схід до Китаю та Монголії. Жуки живуть як у стоячих, так і в проточних і навіть у солонуватих водоймах.

## Опис
Notrus clavicornis може досягати довжини 4,2–4,5 міліметра. Тіло яйцеподібне, овально витягнуте. Колір варіюється від жовтуватого до червонувато-коричневого. Переднеспинка трохи світліша за надкрила.

## Спосіб життя
Як дорослі особини, так і личинки є водними та м'ясоїдними. Дорослих особин можна зустріти з березня по жовтень.